# Babiana rubrocyanea
Babiana rubrocyanea es una especie de planta fanerógama de la familia Iridaceae. Es un endemismo de la Provincia del Cabo en Sudáfrica. 

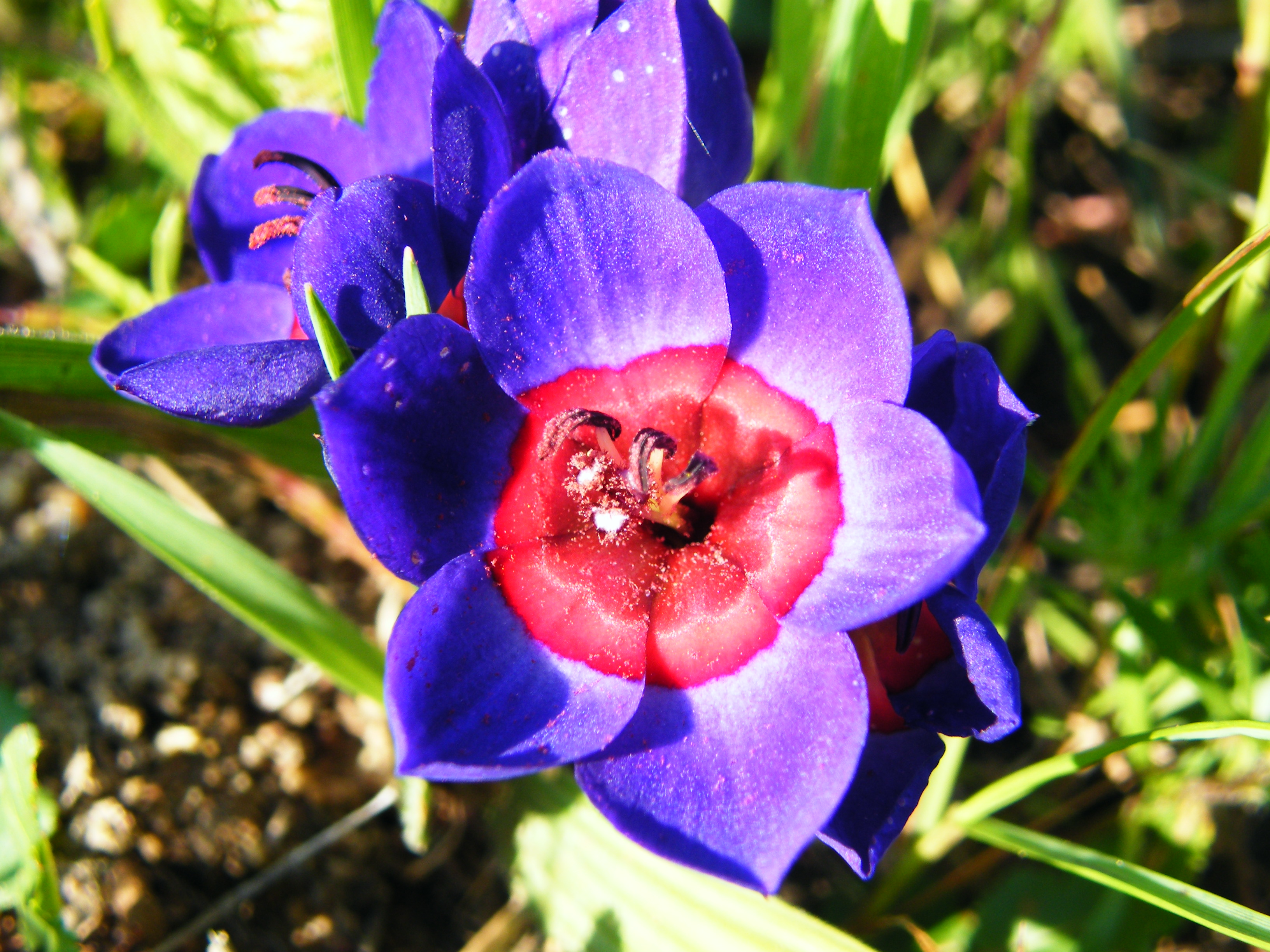
Detalle de la flor

## Descripción
Es una planta perennifolia herbácea, geofita que alcanza un tamaño de 0.05 - 0.15 m de altura y una altitud de hasta 150 metros.

## Taxonomía
Babiana rubrocyanea fue descrita por (Jacq.) Ker Gawl. y publicado en Ann. Bot. (König & Sims) 1: 234 1804.
Etimología
Ver: Babiana
rubrocyanea: epíteto latíno que significa "rojo azulado"
Sinonimia
- Acaste venusta Salisb.
- Babiana rubrocoerulea Rchb.
- Babiana stricta var. rubrocyanea (Jacq.) Baker
- Gladiolus rubrocyanus (Jacq.) Vahl
- Ixia africana Hornem. ex Roem. & Schult.
- Ixia cyanea Pers.
- Ixia rubrocyanea Jacq.[4]